# Elecciones del Consejo de Seguridad de las Naciones Unidas de 2006
La Elección del Consejo de Seguridad de las Naciones Unidas de 2006 empezó el 16 de octubre de 2006 durante la 61.ª sesión de la Asamblea General de las Naciones Unidas, que tuvo lugar en la Sede de la ONU en Nueva York. Las elecciones fueron para 5 asientos no permanentes en el Consejo de Seguridad para mandatos de dos años empezando el 1 de enero de 2007.
De acuerdo con las normas de rotación del Consejo de Seguridad hay 10 asientos no permanentes del Consejo que se rotan entre los diferentes grupos regionales en los que los Estados miembros de la ONU se han dividido tradicionalmente para su representación y voto. De esos 10 asientos, 5 estaban disponibles para ocuparse de la manera siguiente:
- Uno para África
- Uno para Asia
- Dos para el grupo de Europa Occidental y otros países
- Uno para América Latina y Caribe

Mientras que las tres primeras votaciones no fueron controvertidas e incluso el asiento más complicado fue adjudicado en la primera ronda, la batalla por el asiento de la zona de América Latina y Caribe se sucedió hasta un hecho casi sin precedentes con 48 votaciones a lo largo de 3 semanas. Durante los 5 días de votaciones, la Asamblea General fue incapaz de decidirse entre Guatemala o Venezuela, y el problema no se solucionó hasta que ambos países decidieron retirar sus candidaturas y nombrar a Panamá en su lugar.
El resultado final de las elecciones tuvo como vencedores a Bélgica, Indonesia, Italia, Panamá y Sudáfrica. Servirán en el Consejo de Seguridad en el mandato de 2007 a 2008.

## Mecanismos de votación
Para ganar un asiento, el miembro candidato debe recibir el voto favorable de dos tercios de los Estados miembros presentes. Las votaciones se hacen a través de papeletas secretas, cada uno de los 192 Estados miembros de la ONU puede depositar un voto, y una votación formal se lleva a cabo incluso en los casos en los que - generalmente debido a las negociaciones previas entre los miembros de un mismo bloque - hay sólo una candidatura.
Si un bloque presenta más de una candidatura, pero después de varias rondas de votación la Asamblea General es incapaz de decidirse por una de ellas, la votación se abre a todos los Estados miembros del bloque. Las votaciones se suceden en grupos de 3 rondas de votos "restringidas" y "no restringidas" hasta que sale un ganador.

## Asiento africano
Sudáfrica fue el único país compitiendo por el asiento africano, y fue elegida con 186 votos. El periodo 2007-2008 será la primera vez que Sudáfrica se siente en el Consejo de Seguridad. Ocupará el asiento que actualmente ocupa Tanzania.

## Asiento asiático
Había dos competidores para el asiento asiático: Indonesia que recibió 158 votos frente a los 28 de Nepal. Indonesia sustituirá a Japón el 1 de enero de 2007.

## Asiento de Europa Occidental y otros países
El grupo de Europa Occidental y otros países es un bloque compuesto por 23 países europeos, así como Turquía, Israel, Canadá, Estados Unidos, Australia y Nueva Zelanda. El grupo tenía dos vacantes para llenar con las elecciones. Presentó dos candidatos, Italia y Bélgica, y ambos fueron aprobados para ocupar plazas en el Consejo, con 186 y 180 votos a favor respectivamente. Van a reemplazar a Dinamarca y a Grecia a finales del año 2006.

## Asiento de Latinoamérica y Caribe
El grupo latinoamericano y caribeño nombró dos candidatos, Guatemala y Venezuela, para ocupar el único asiento disponible, que ahora está en posesión de Argentina. Después de 47 rondas de votaciones que cayeron en un bloqueo mutuo, ambos países retiraron sus candidaturas y apoyaron el nombramiento de Panamá.

### Guatemala
Guatemala anunció su candidatura en 2002. Tenía el apoyo incondicional de los Estados Unidos, así como el de México, el resto de América Central, Colombia, y los demás miembros del grupo de Europa Occidental y otros países. Este país centroamericano nunca se había sentado en el Consejo de Seguridad, y es uno de los únicos 6 firmantes de la primera Carta de las Naciones Unidas que nunca ha estado en el Consejo (al igual que República Dominicana, El Salvador, Haití, Luxemburgo y Arabia Saudí). En los últimos años, después del fin de una Guerra Civil de más de 35 años y una sucesión de varios gobiernos elegidos democráticamente, ha empezado a jugar un papel más activo en los asuntos multilaterales. Por ejemplo, después de haber estado recibiendo ayuda de la ONU entre 1994 y 2004 con la misión de verificación MINUGUA, Guatemala es actualmente un suministrador de tropas para misiones de paz (215 en todo el mundo  la mayoría en la misión MONUC), con soldados guatemaltecos desplegados en Haití, República Democrática del Congo, Costa de Marfil, y otros lugares de tensión mundial.

### Venezuela
Bajo el mandato del presidente Hugo Chávez, Venezuela anuncia sus planes para alcanzar el Consejo en 2004. Se presenta como una alternativa contra la hegemonía global de los Estados Unidos y en palabras de su ministro de exteriores Nicolás Maduro, como el "fin del mundo unilateral que tanto daño ha hecho". Venezuela empezó una gran campaña global en busca de apoyos para su candidatura durante los meses anteriores a la votación, particularmente en África, Asia y Oriente Medio, donde ofreció generosos paquetes de ayuda financiada con el petróleo. Así reivindicó el apoyo de Mercosur y de partes significativas de la Liga Árabe, la Unión Africana, la Comunidad del Caribe, el Movimiento de Países No Alineados, Rusia y China.
Venezuela ha ocupado un asiento en el Consejo de Seguridad en cuatro ocasiones anteriormente: 1962–63, 1977–78, 1986–87 and 1992–93.

### Apoyo caribeño
El bloque de países caribeños, también conocidos como CARICOM, cuenta con 14 votos en el grupo latinoamericano y caribeño. La mayoría de los estados declararon su apoyo a Venezuela en la reunión de Jefes de Estado de la Comunidad del Caribe a principios de 2006. 
La disputa no resuelta sobre la frontera entre Guatemala y Belice, miembro de la CARICOM, así como el desafío legal por la denuncia de Guatemala ante la OMC del tratado de los estados caribeños con la Unión Europea, han sido el principal obstáculo para que los países caribeños respaldasen la candidatura de Guatemala. El Primer ministro de Belice Said Musa sacó el tema del Consejo de Seguridad durante la reunión de jefes de Estado, y urgió a los otros jefes de Estado a apoyar a cualquier candidato que no fuese Guatemala. Antes de aceptar la soberanía de Belice en 1991, Guatemala reclamaba en la totalidad el territorio vecino, y la soberanía de algunos trozos de tierra a lo largo de la frontera a través de la jungla están todavía en disputa. El hecho de que Guatemala pudiese utilizar su asiento en el Consejo para sus propios intereses hizo que Venezuela fuese la opción más atractiva para los estados caribeños.
Venezuela también tiene una disputa territorial con un miembro de la CARICOM, Guyana, pero para asegurarse el apoyo de la CARICOM, el presidente Hugo Chávez aseguró públicamente que su país no utilizaría su posición en el Consejo de Seguridad para futuras reclamaciones territoriales. Como último elemento de ataque contra el apoyo de los Estados Unidos a la candidatura guatemalteca, Venezuela inició un extenso programa de ayuda al desarrollo para los estados de la CARICOM.

### Votaciones

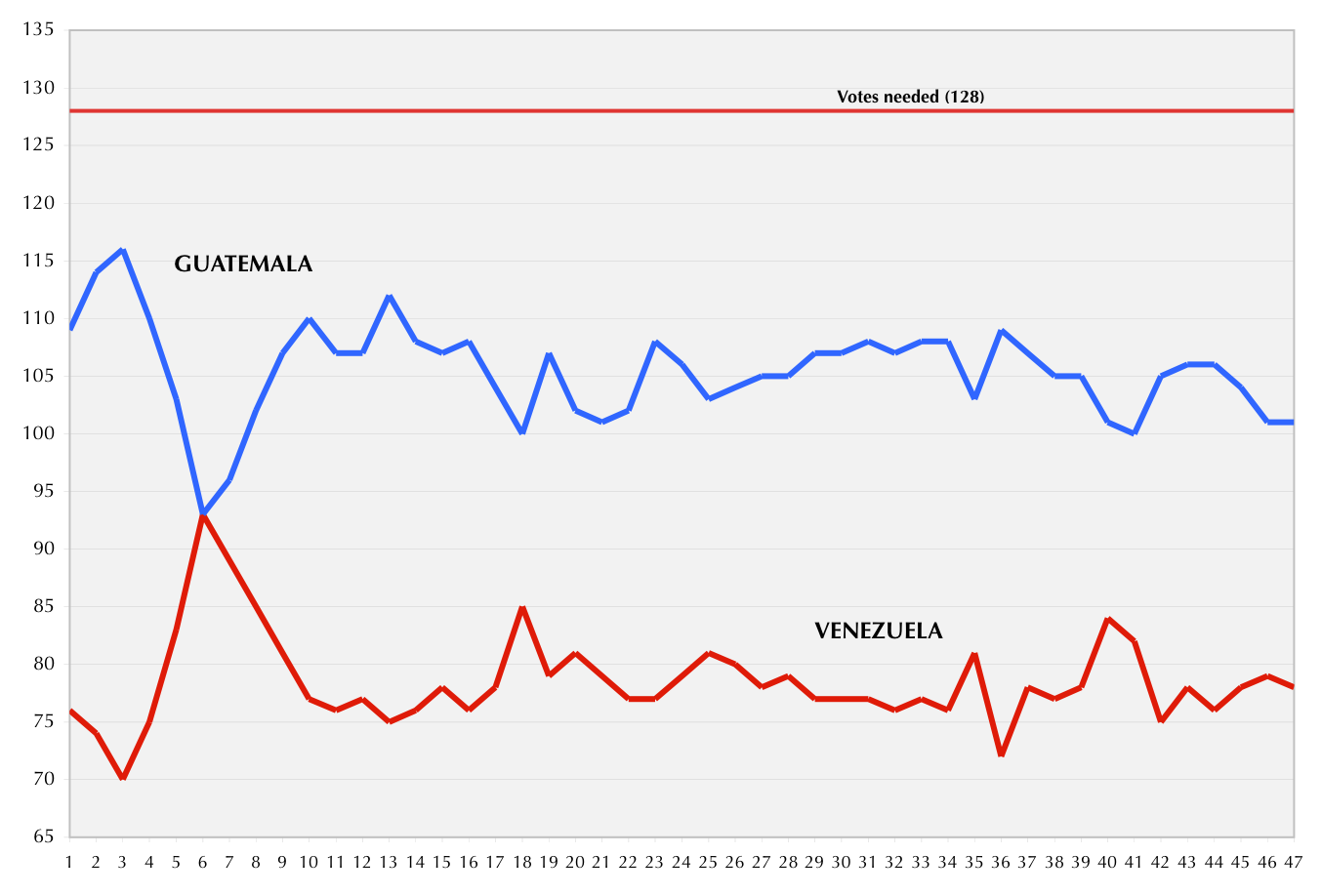
Guatemala contra Venezuela.

A pesar de que los resultados eran generalmente favorables a Guatemala (recibió más votos en cada ronda, a excepción de la sexta ronda donde empataron), la Asamblea General fue incapaz de producir la mayoría de 2/3 para algún candidato después de repetir cada votación. Cuando votan los 192 miembros, la mayoría por 2/3 se corresponde con 128 votos a favor. 

#### Día uno
El primer día, 16 de octubre de 2006, se celebraron 10 rondas
| Ronda                                                           | Votos Emitidos | Guatemala | Venezuela | Abstenciones | Otros           |
| 01                                                              | 192            | 109       | 76        | 7            |                 |
| 02                                                              | 192            | 114       | 74        | 4            |                 |
| 03                                                              | 191            | 116       | 70        | 5            |                 |
| 04                                                              | 191            | 110       | 75        | 6            |                 |
| 05                                                              | 192            | 103       | 83        | 5            | México 1        |
| 06                                                              | 192            | 93        | 93        | 5            | México 1        |
| 07                                                              | 192            | 96        | 89        | 5            | México 1 Cuba 1 |
| 08                                                              | 192            | 102       | 85        | 5            |                 |
| 09                                                              | 192            | 107       | 81        | 4            |                 |
| 10                                                              | 191            | 110       | 77        | 4            |                 |
| Source: United Nations Press Release GA/10516, 16 October 2006. |                |           |           |              |                 |

Los votos para México y Cuba en la quinta, sexta y séptima ronda son admisibles bajo las reglas de la Asamblea General, ya que después de tres votaciones, las elecciones se abren a todos los miembros del bloque en cuestión, con la excepción de aquellos que ya pertenecen al Consejo o aquellos cuyo asiento expira.

#### Día 2
Las votaciones continuaron al día siguiente, 17 de octubre de 2006. El lunes (día de la primera votación), la delegación guatemalteca obsequió a los delegados con brazaletes de algodón y la delegación venezolana con chocolate. Sin embargo, el lobbying del segundo día consistió en marcadores de libros (Venezuela) y panfletos sobre su posición en la ONU (Guatemala).
| Ronda                                                           | Votos Emitidos | Guatemala | Venezuela | Abstenciones | Otros                |
| 11                                                              | 191            | 107       | 76        | 8            |                      |
| 12                                                              | 192            | 107       | 77        | 7            | 1 papeleta no válida |
| 13                                                              | 192            | 112       | 75        | 5            |                      |
| 14                                                              | 191            | 108       | 76        | 7            |                      |
| 15                                                              | 192            | 107       | 78        | 7            |                      |
| 16                                                              | 192            | 108       | 76        | 8            |                      |
| 17                                                              | 190            | 104       | 78        | 8            |                      |
| 18                                                              | 191            | 100       | 85        | 6            |                      |
| 19                                                              | 192            | 107       | 79        | 6            |                      |
| 20                                                              | 192            | 102       | 81        | 9            |                      |
| 21                                                              | 192            | 101       | 79        | 12           |                      |
| 22                                                              | 191            | 102       | 77        | 12           |                      |
| Source: United Nations Press Release GA/10517, 17 October 2006. |                |           |           |              |                      |

Después del segundo día sin lograr acabar las elecciones, éstas fueron pospuestas hasta el siguiente martes, 19 de octubre de 2006. Dado el elevado número de abstenciones en las últimas rondas del martes, la BBC comentó que las delegaciones estaban enviando un mensaje secreto de que ya era hora de que se buscase un candidato alternativo. Se mencionaron nombres como Costa Rica, Panamá y Uruguay.
Una reunión privada e informal del grupo latinoamericano y caribeño tuvo lugar el 18 de octubre, pero no tuvo éxito. Después de la reunión, el embajador mexicano Enrique Berruga dijo públicamente que Venezuela debía retirarse por una cuestión de "cortesía diplomática".

#### Día tres
Las votaciones se reemprendieron el 19 de octubre. Al principio de la sesión Egipto propuso retrasar la votación hasta el lunes siguiente, 23 de octubre, debido a los retrasos a los que otros asuntos se estaban viendo obligados. Sin embargo, la Asamblea rechazó la sugerencia.
| Ronda                                                          | Votos Emitidos | Guatemala | Venezuela | Abstenciones | Otros                 |
| 23                                                             | 190            | 108       | 77        | 5            |                       |
| 24                                                             | 192            | 106       | 79        | 7            |                       |
| 25                                                             | 192            | 103       | 81        | 8            |                       |
| 26                                                             | 191            | 104       | 80        | 7            |                       |
| 27                                                             | 191            | 105       | 78        | 8            |                       |
| 28                                                             | 192            | 105       | 79        | 8            |                       |
| 29                                                             | 192            | 107       | 77        | 7            | Costa Rica 1          |
| 30                                                             | 192            | 107       | 77        | 7            | Bolivia 1             |
| 31                                                             | 192            | 108       | 77        | 6            | Bolivia 1             |
| 32                                                             | 191            | 107       | 76        | 6            | 2 papeletas inválidas |
| 33                                                             | 191            | 108       | 77        | 6            |                       |
| 34                                                             | 190            | 108       | 76        | 6            |                       |
| 35                                                             | 191            | 103       | 81        | 7            |                       |
| Source: United Nations Press Release GA/10519, 19 October 2006 |                |           |           |              |                       |

Enfrentándose a un bloqueo continuo, la Asamblea General se puso de acuerdo para posponer las votaciones hasta el miércoles 25 de octubre, para poder avanzar en los asuntos pendientes, para permitir a los estados latinoamericanos y caribeños llegar a un acuerdo a través de negociaciones, y para respetar el día del Eid ul-Fitr, día de fiesta al final del Ramadán.

#### Día cuatro
La víspera de las votaciones, el presidente boliviano Evo Morales anunció en un discurso en El Alto que había hablado con Hugo Chávez antes, y visto que no había sido capaz de alcanzar la mayoría de 2/3, Venezuela se iba a retirar en beneficio de Bolivia.
 No hubo confirmación desde Caracas. Sin embargo no quedó claro si Morales se refería a que Bolivia reemplazaría a Venezuela inmediatamente o en caso de que fracasase otra votación. Esa misma tarde, un portavoz del ministerio de exteriores venezolano citó 3 condiciones que se debían dar para la retirada:
- Guatemala se debía retirar también.
- Los Estados Unidos debían parar su campaña de chantaje y presión a los gobiernos del planeta.
- Negociaciones transparentes entre los estados del grupo latinoamericano y caribeño para identificar la mejor opción siguiente.[19]

La Bolivia de Evo Morales es un aliado de la Venezuela de Chávez (Chávez ha hablado del eje del bien que constituyen las dos naciones y Cuba) y parece que la posible candidatura de Bolivia hubiese sido tan difícil como la de Venezuela para los países que ya se oponían al primero. Como se vio posteriormente, nada más se habló de la posibilidad de retirada de Venezuela en favor de Bolivia.
| Ronda                                                           | Votos Emitidos | Guatemala | Venezuela | Abstenciones | Otros                          |
| 36                                                              | 187            | 109       | 72        | 6            |                                |
| 37                                                              | 192            | 107       | 78        | 6            | Chile 1                        |
| 38                                                              | 187            | 105       | 77        | 5            |                                |
| 39                                                              | 189            | 105       | 78        | 6            |                                |
| 40                                                              | 190            | 101       | 84        | 5            |                                |
| 41                                                              | 190            | 100       | 82        | 6            | Chile 1 República Dominicana 1 |
| Source: United Nations Press Release GA/10522, 25 October 2006. |                |           |           |              |                                |

Después de la ronda 41, el presidente de la Asamblea General Haya Rashed Al Khalifa de Baréin anunció un receso en las votaciones hasta el martes 31 de octubre de 2006.

#### Día 5
Seis rondas más de votaciones se llevaron a cabo el 31 de octubre de 2006 sin resultados satisfactorios.
| Ronda                                                           | Votos Emitidos | Guatemala | Venezuela | Abstenciones | Otros                                     |
| 42                                                              | 186            | 105       | 75        | 5            | Uruguay 1                                 |
| 43                                                              | 191            | 106       | 78        | 4            | Ecuador 2 Jamaica 1                       |
| 44                                                              | 190            | 106       | 76        | 7            | Inválido 1                                |
| 45                                                              | 190            | 104       | 78        | 7            | Inválido 1                                |
| 46                                                              | 188            | 101       | 79        | 8            |                                           |
| 47                                                              | 190            | 101       | 78        | 7            | Inválido 1 Barbados 1 Ecuador 1 Uruguay 1 |
| Source: United Nations Press Release GA/10525, 31 October 2006. |                |           |           |              |                                           |

#### Día 6
Estaba previsto que las votaciones se retomasen el 1 de noviembre por la tarde, pero un comunicado conjunto publicado por los ministros de exteriores de Guatemala y Venezuela después del mediodía pedían una suspensión de las votaciones. Anunciaron que después de las negociaciones presididas por el representante de Ecuador en las Naciones Unidas y en el grupo lationamericano y caribeño, Diego Cordovez, habían llegado a un acuerdo de retirar sus candidaturas y proponer a Panamá como un candidato de consenso.

#### Día 7
El grupo latinonamericano y caribeño apoyó de forma unánime a Panamá en la reunión del 3 de noviembre. Panamá ha servido en 4 ocasiones como miembro electo del Consejo de Seguridad: en 1958–59, 1972–73, 1976–77 y 1981–82. El apoyo a Panamá por parte de la Asamblea General el martes 7 de noviembre fue una mera formalidad.
| Ronda                                                          | Votos Emitidos | Panamá | Guatemala | Venezuela | Abstenciones | Otros                 |
| 48                                                             | 190            | 164    | 4         | 11        | 9            | Barbados 1 Inválido 1 |
| Source: United Nations Press Release GA/10528, 7 November 2006 |                |        |           |           |              |                       |

Después de la votación, Guatemala dijo que las 3 semanas de polarización política habían sido rechazables, y que intentaría conseguir un asiento en el Consejo de Seguridad para la rotación del 2012–13.

### Precedentes históricos
En 1979, durante la Guerra Fría, una batalla similar entre Cuba y Colombia tuvo lugar, con un total de 155 votaciones durante 3 meses. El conflicto finalmente se resolvió con la retirada de ambos candidatos y con la elección de México como candidato consensuado.
Al llegar a la ronda 36 de votaciones, la batalla de 2006 se ha convertido en la tercera votación más larga en la historia de la ONU para ocupar un asiento no permanente. Así, se ha superado las votaciones necesarias en 1956 para las candidaturas enfrentadas de Yugoslavia y Filipinas. La segunda votación más larga es la que tuvo lugar entre Polonia y Turquía para el periodo 1960–1961. El conflicto polaco-turco se resolvió cuando los contrincantes llegaron a un acuerdo por el cual cada candidatura serviría por un año.